# Arignano
Arignano là một đô thị ở tỉnh Torino trong vùng Piedmont, có vị trí cách khoảng 15 km về phía đông của Torino, nước Ý. Tại thời điểm ngày 31 tháng 12 năm 2004, đô thị này có dân số 943 người và diện tích là 8,2 km².
Arignano giáp các đô thị: Marentino, Moncucco Torinese, Chieri, Mombello di Torino, Andezeno, và Riva presso Chieri.

## Twin towns
- Comillas, Tây Ban Nha